# Velarium

Maqueta del Coliseo con velarium.

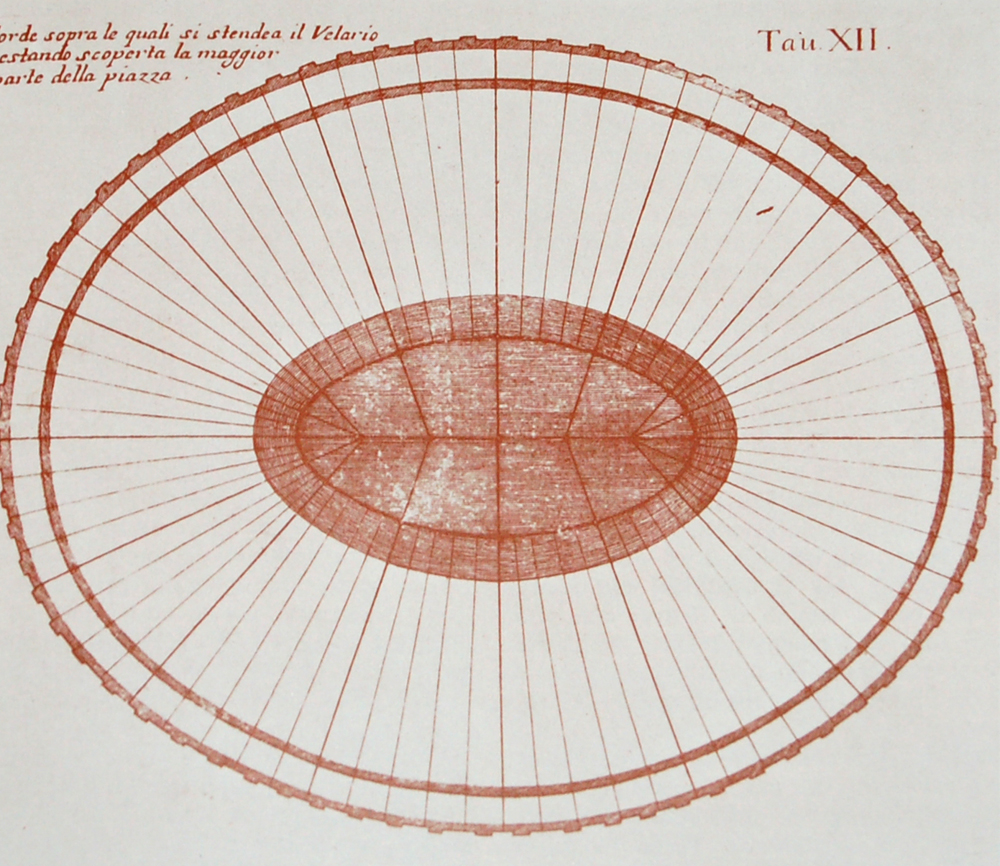
Reconstrucción de velario de la Arena de Verona en un grabado de Scipione Maffei.

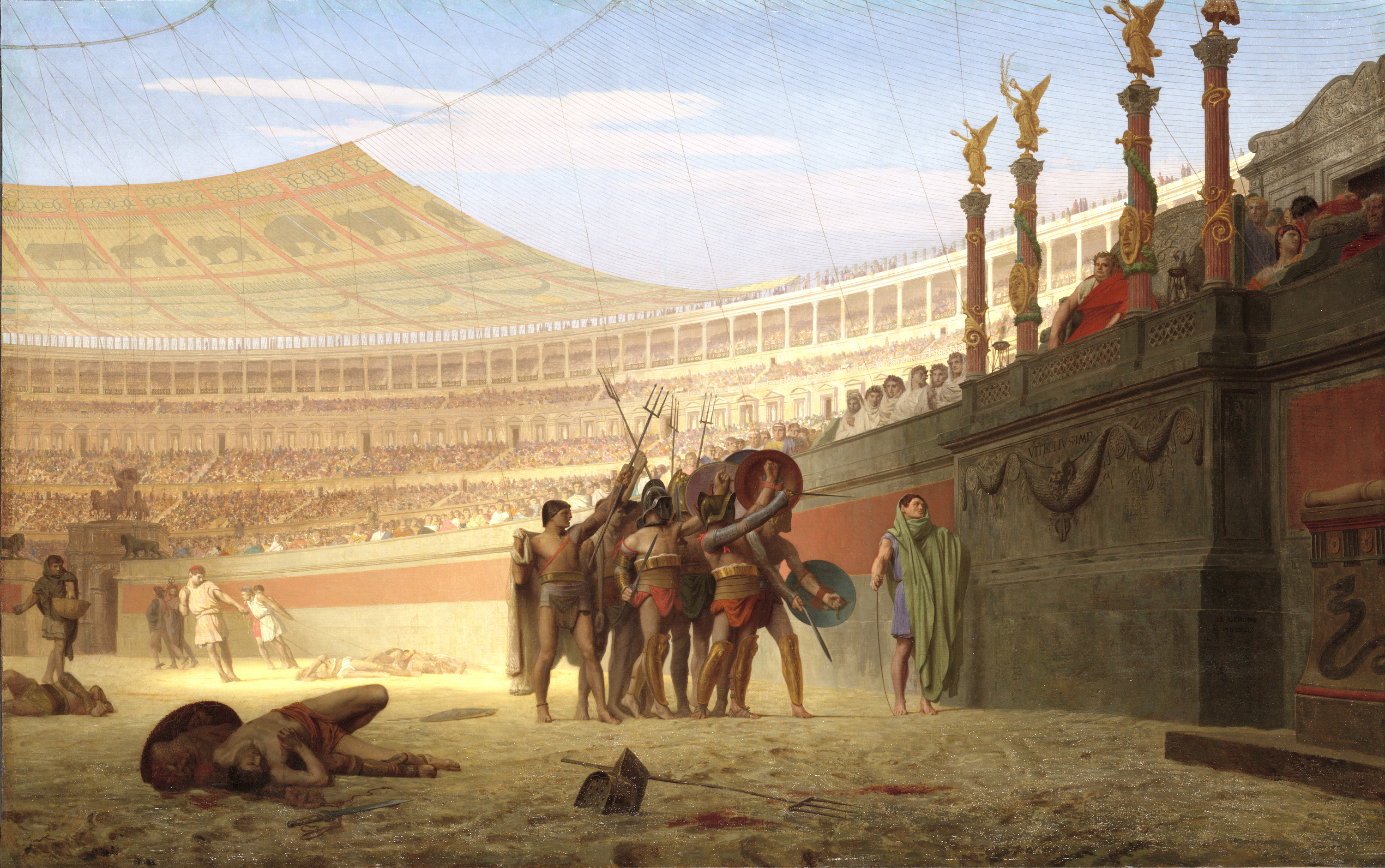
El velarium del Coliseo (a la izquierda, sobre la grada) en el cuadro Ave, Caesar, morituri te salutant de Jean-Léon Gérôme (1859).

El velarium (término latino, en ocasiones traducido al castellano como velario) era una cobertura desplegable de tela compuesta de varias hojas (o velos) de cáñamo, utilizada en los circos, teatros y anfiteatros romanos para garantizar a los espectadores una adecuada protección en casos de mal tiempo o en las jornadas de canícula.

## Velariumdel Coliseo
Como otros anfiteatros en la época, el Coliseo estaba dotado de un velarium. El tejido de la vela utilizado inicialmente fue sustituido más tarde por uno de lino, al ser este un material más ligero.
El cuarto y último nivel de la fachada de la edificación estaba constituido por una pared en la cual, junto con otros elementos arquitectónicos, había 240 ménsulas de piedra salientes en correspondencia de las cuales, en el marco terminal, existían agujeros cuadrangulares; en su interior había postes insertados que, apoyados en las ménsulas y sobresaliendo sobre el edificio, constituían los soportes del inmenso velarium.
De su cima partía un complejo sistema de cuerdas, a lo largo del cual se abrían y estiraban enormes velas. La estructura estaba suspendida sobre la arena de modo que consentía la cobertura total de la cávea (graderío) y de parte de la arena misma. Dicha estructura presentaba un anillo en el centro que favorecía la ventilación del anfiteatro.
La colocación del velarium por aquel entonces era una obra de ingeniería de difícil realización. Su posicionamiento, extremadamente complicado, fue realizado por marineros muy experimentados pertenecientes a un destacamento de la Classis Misenensis, la flota romana con base en el cabo Miseno y que se alojaban en el Castra Misenatium, campamento emplazado en las proximidades del Coliseo.